# (41049) Van Citters
(41049) Van Citters (1999 VC9) – planetoida z pasa głównego asteroid okrążająca Słońce w ciągu 4,58 lat w średniej odległości 2,76 j.a. Odkryta 9 listopada 1999 roku.